# Giuliana Gamba
Giuliana Gamba (née le 26 novembre 1953 à Pesaro) est une réalisatrice italienne.

## Filmographie partielle
- 1981 : Pornovideo (it) (film X)
- 1981 : Claude e Corinne, un ristorante particolare (it) (film X)
- 1987 : Profumo (it)
- 1989 : La cintura
- 2001 : Un altro mondo è possibile (documentaire collectif sur les émeutes anti-G8 de Gênes de 2001)
- 2020 : Burraco fatale (it)